# Kalenderstein von Leodagger

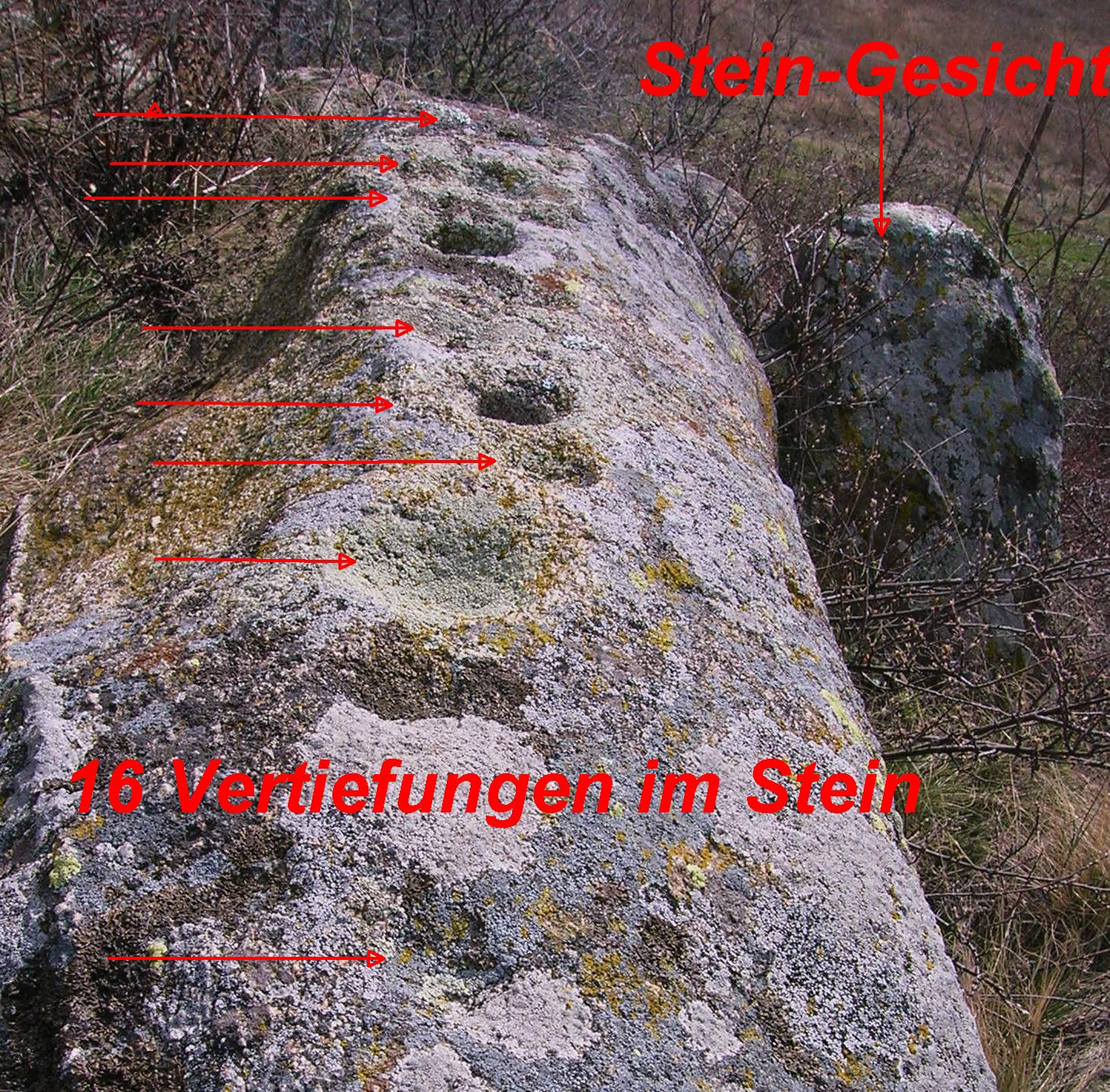
Die »Näpfchen« im Kalenderstein

Der Kalenderstein von Leodagger ist ein prähistorischer Kultplatz mit Näpfchenstein und Visierspalt zur Beobachtung der Sonnenstände. Er befindet sich in einem Feld in der Weinviertler Ortschaft Leodagger (Gemeinde Pulkau) in Niederösterreich. Er stellt gemeinsam mit seinem „Umgebungsradius von fünf Metern“ ein Naturdenkmal dar (Listeneintrag).

## Prähistorischer Kultplatz
Der Kultplatz besteht aus einer Felsformation mit einem Rutschstein, mehreren Näpfchensteinen und einem Menhir. Dieser aus flachem Gelände herausragende Felsbrocken war eine bronzezeitliche Kultstätte, wie archäologische Ausgrabungen bewiesen haben. Eine glatte Felswand und ein Menhir bilden einen zirka 50 Zentimeter breiten Visierspalt, durch den die Frühlings- und Herbst-Tagundnachtgleiche beobachtet werden kann. Oben auf dem Felsplateau liegt ein außergewöhnlicher Steinblock mit sechzehn Näpfchen, die bereits in prähistorischer Zeit als Markierung und eventuell auch zur Sonnenbeobachtung gedient haben. Auf einem zweiten Stein sind sechs Näpfchen kreisförmig um ein zentrales Schälchen angeordnet. Sie sehen dem Muster der Plejaden auf der Himmelsscheibe von Nebra verblüffend ähnlich. Daneben ist ein größeres und ein kleineres Schälchen in den Stein gerieben. Man nennt die gesamte Felsformation „Kalenderstein“, im 14. Jahrhundert trug sie den Namen „Stein im Aul“ (Aul = keltisch von avos, deutsch Fluss).

## Frühbronzezeitliche Opferstätte
Hermann Schwammenhöfer identifizierte den Kalenderstein von Leodagger als eine frühbronzezeitliche Kult- und Opferanlage. Von besonderer Bedeutung waren die Keramikfunde, die vom Ehepaar Schwammenhöfer und H. Puschnik im Visierspalt beim Ausputzen der Felswanne entdeckt wurden. Bei der Felswanne im Zentrum des Felsplateaus lagen zwei Scherben (Wandfragment und Bruchstück eines Bodensatzes), während im Visierspalt ein größeres Wandstück eines Topfes lag. Alle drei Scherben sind bronzezeitlich und weitgehend mit dem Material vom Sonnwendberg bei Leodagger identisch. Dieser Fund deckt sich mit den Ergebnissen der Felsbildforschung in England, Skandinavien und vor allem in Italien, wo sich für Näpfchensteine der vorliegenden Form eine Datierung in der Bronzezeit ergeben hat (2000 bis zirka 700 vor Christus).

## Mögliche Nutzung als Kalender

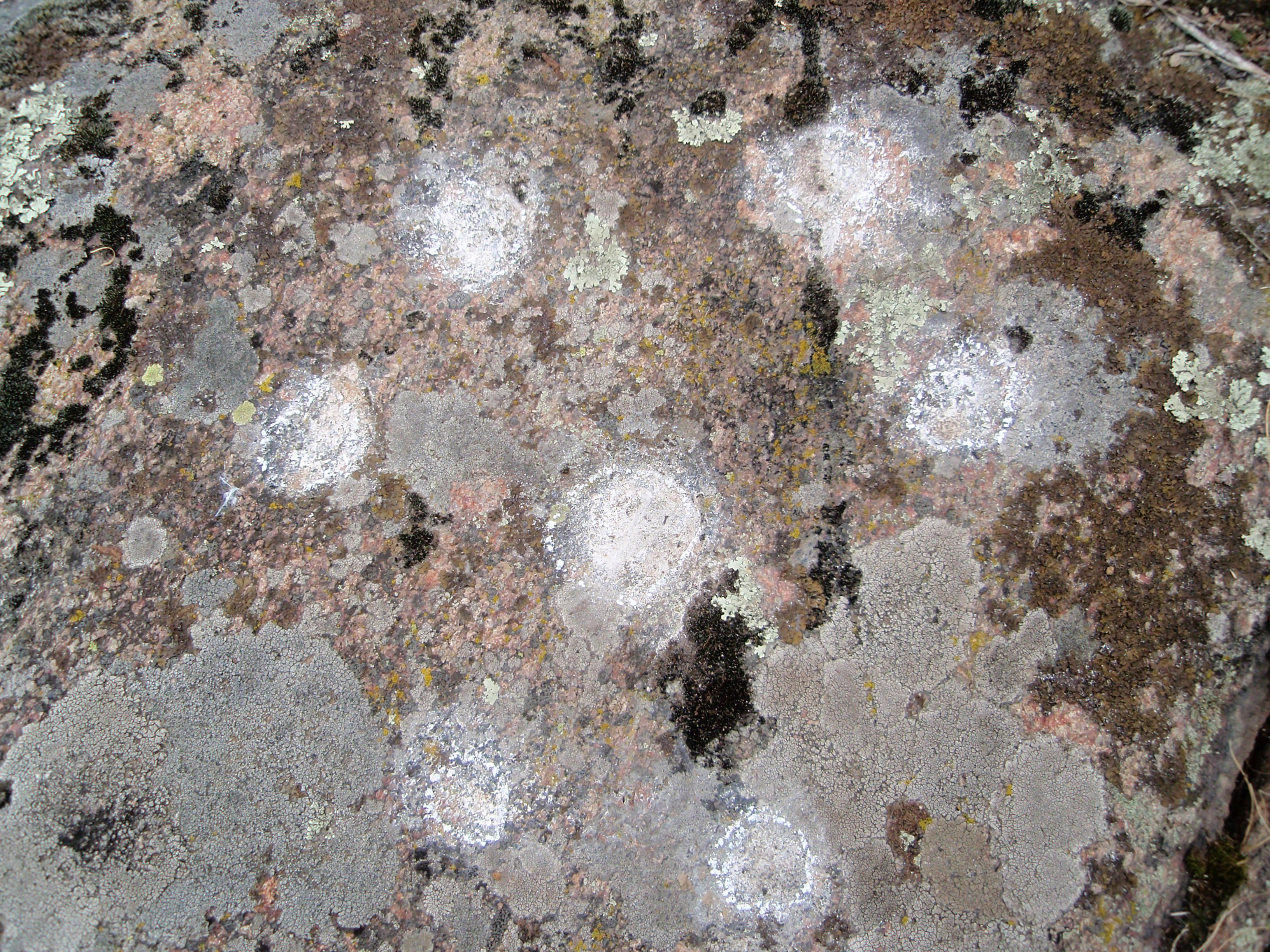
Sieben Näpfchen als Abbild der Plejaden

Die sechzehn in einer Linie angeordneten bis etwa fünf Zentimeter großen Näpfchen könnten sowohl Feiertage festgelegt, als auch Aussaat- und Erntezeiten in der Landwirtschaft eingeteilt haben. Der Frühlingsbeginn ermahnte zur Bestellung der Felder, der Herbstbeginn war das Signal für die Bevorratung für die kalte Jahreszeit. Die Näpfchen im Muster der Plejaden und die wie die Hyaden V-förmig angeordneten Näpfchen, die zusammen das Goldene Tor der Ekliptik bilden, sowie die daneben liegenden größeren Schälchen untermauern die Annahme einer astronomischen Nutzung des Kultplatzes.
Die Felsformation eignet sich auch heute noch zur Beobachtung der Tag-und-Nacht-Gleichen. Die Sonne erscheint dann genau im Visierspalt zwischen dem Menhir und der Felswand, nach heutigem Datum jeweils am 21. März und 21. September.